# یواس‌اس هایواتا (اس‌پی-۱۸۳)
یواس‌اس هایواتا (اس‌پی-۱۸۳) (به انگلیسی: USS Hiawatha (SP-183)) یک کشتی بود که طول آن ۹۸ فوت (۳۰ متر) بود. این کشتی در سال ۱۹۱۴ ساخته شد.